# بونفرو
بونفرو (به ایتالیایی: Bonefro) یک کومونه در ایتالیا است که در استان کامپوباسو واقع شده‌است.

## خصوصیات
بونفرو ۳۱٫۱ کیلومترمربع مساحت و ۱٬۷۹۱ نفر جمعیت دارد.